# Gaiziņkalns
Gaiziņkalns er med sine 312 meter over havoverfladen det højeste punkt i Letland. Den ligger ikke langt vest for byen Madona.
Selvom den ikke er relativ høj, har Gaiziņkalns udviklet sig som et skiudflugtsmål. For at konkurrere med Estlands højeste punkt Suur Munamägi på 318 meter – blev der bygget et tårn på toppen af højen for at opnå en højere højde. Selvom konstruktionen aldrig er blevet færdig, blev tårnet en turistattraktion, som førte til lukningen af tårnet pga. sikkerhedsfare.

56°52′12.93″N 25°57′33.68″Ø / 56.8702583°N 25.9593556°Ø